# Kid Chocolate
Kid Chocolate, eigentlich Eligio Sardinias Montalvo, (* 6. Januar 1910 in Havanna; † 8. August 1988 ebenda) war ein kubanischer Boxer.

## Laufbahn
Der als Amateur ungeschlagene Kubaner (100-0 (86 KOs)) begann 1927 in seiner Heimat seine Profikarriere. Ab dem darauffolgenden Jahr boxte er in New York und schlug dort 1929 unter anderem Fidel LaBarba und Al Singer. Er war ein Konterboxer mit guter Schlagkraft in der Rechten und guten Nehmerfähigkeiten. Nach 55 Siegen und einem Unentschieden unterlag er im August 1930 erstmals in seiner Karriere gegen den neun Pfund schwereren Jackie „Kid“ Berg und kurz darauf in einem Rückkampf LaBarba.

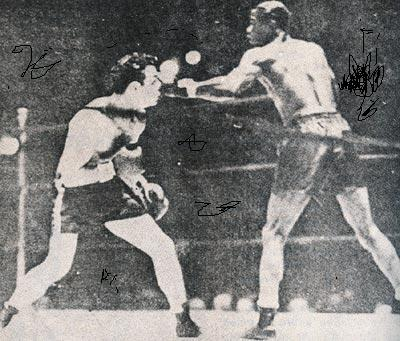
Kid Chocolate, bester kubanischer Boxer aller Zeiten

Am 15. Juli 1931 wurde er NBA-Weltmeister im Superfedergewicht, unterlag aber im November des Jahres bei einem Leichtgewichtstitelkampf Tony Canzoneri nach Punkten. 1932 wurde er nach dem Sieg über Lew Feldman im Oktober 1932 auch von der NYSAC als Federgewichtsweltmeister sowie allgemein als Superfedergewichtsweltmeister anerkannt, nachdem er im Juli noch ein zweites Mal gegen Berg verloren hatte.
Gegen Ende des Jahres 1933 hatte er jedoch seinen Zenit überschritten. Im November unterlag er durch K. o. in der zweiten Runde erneut gegen Canzoneri, einen Monat später verlor er den Superfedergewichtstitel an Frankie Klick. Schließlich wurde ihm im Februar 1934 auch der Federgewichtstitel von der NYSAC aberkannt.
Er boxte noch weiter bis 1938, ohne jedoch um Titel zu kämpfen. Zum Ende seiner Laufbahn kehrte er nach Kuba zurück und bestritt dort seine letzten fünf Kämpfe. Nach seinem Karriereende wurde er Boxtrainer in Kuba.
Das Ring Magazine wertet ihn als besten kubanischen Profiboxer aller Zeiten. Kid Chocolate war der erste kubanische Weltmeister in der Geschichte des Profiboxens. 1994 wurde er in die „International Boxing Hall of Fame“ aufgenommen.
Der „Sala Polivalente Kid Chocolate“ in Havanna direkt gegenüber vom Capitolio wurde nach ihm benannt. Die Sporthalle wurde für die XI. Panamerikanischen Spiele 1991 errichtet. Außer Boxen finden dort finden auch Badminton, Volleyball, Tischtennis, Handball, Wrestling und Hallenfußball statt.